# Adam Bubik
Adam Bubik (* 24. srpna 1992 Český Těšín) je polsko–český hudebník a skladatel. Je původem Polák, bydlící ve Slezsku, který zpívá polsky i česky.

## Život
Hudební kariéře se začal věnovat už na střední škole, kde společně Ewou Farnou nahráli v roce 2010 singl „To my“, u něhož je Adam autorem hudby. Po několika letech (v roce 2013) spolu s kytaristou Szymonem Kucharczykiem založili worshipovou kapelu Zachaeus Live, která působila v rámci Společenství a Školy nové evangelizace Zacheus v Polsku, a nahráli album Vzkříšení. Kapela se v roce 2015 rozpadla a Adam se rozhodl, že bude dál hrát a tvořit pod svým vlastním jménem, tedy Adam Bubik. Během krátké doby se mu podařilo hrát na největších křesťanských festivalech v ČR (např. Festival UNITED).
Na konci roku 2015 vydal akustické album Chci blíž Ti být, které bylo úspěšné v českých církvích. Například píseň „Immanuel“ byla coverována různými českými kapelami.
V roce 2017 se Adam rozhodl pokračovat ve svoji hudební kariéře v Polsku a navázal spolupráci se známým polským basistou a hudebním producentem Mirkiem Stępniem (Budka Suflera, TGD, Mate.o a další). Společně nahráli singl „W zasięgu twych rąk“, který měl premiéru v březnu 2017. Poté vyšly další singly a videoklipy „Powiedz mi“ a „Nie boję się“.. Dále pak na přelomu roku 2017/2018 vydal sérii tří „malovaných singlů“, kde byly použity jeho výtvarné fotografie – „Nie mogę spać“, „By utrzymać kurs“ a „Wymiana dyskretna“.
Na podzim roku 2019 Adam vydal polské album Czy to ja, které obsahuje 10 písní, u kterých je Adam autorem hudby i textu.
Na přelomu roku 2019/2020 se Adam stal hudebním producentem a založil vlastní nahrávací studio (ADAM BUBIK studio). Tam nahrál své nové české singly „Jdu dál“ a „Aby to moc nebolelo“. Tyto písně vydal společně s videoklipy a jako předzvěst připravovaného českého CD.
Adam Bubik nepůsobí jen jako křesťanský hudebník a skladatel, ale i jako evangelizátor, předseda spolku Nová evangelizace, lídr společenství Zacheus v Jablunkově a člen organizačního týmu Školy evangelizace svatého Ondřeje. Činnost Společenství Zacheus je i tématem jeho bakalářské práce z roku 2016: Evangelizační společenství Zacheus a jeho úloha v nové evangelizaci.